# Équivalence d'homotopie

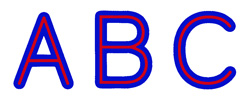
Deux jeux d'ensembles homotopiques : les lettres bleues et celles rouges.

En mathématiques, une équivalence d'homotopie est une application admettant une réciproque à homotopie près. Autrement dit, deux applications sont des équivalences d'homotopie réciproques si leurs composées sont homotopes à l'identité sur leurs espaces de départ respectifs. Cette notion permet de définir le cadre de la théorie de l'homotopie.
Dans le cadre de la topologie, une équivalence d'homotopie est un isomorphisme dans la catégorie hTop (en). En particulier, toute équivalence d'homotopie est un quasi-isomorphisme, c'est-à-dire qu'elle induit un isomorphisme en homologie.

## Définition
Soient X et Y deux espaces topologiques, on dit qu'ils sont homotopiquement équivalents ou du même type d'homotopie, s'il existe des applications continues f : X → Y et g : Y → X telles que g ∘ f est homotope à l'application identité idX et f ∘ g est homotope à idY.
Les applications f et g sont appelées des équivalences d'homotopie.
Cette définition s'applique aux applications continues entre espaces topologiques, mais aussi aux morphismes de complexes différentiels.
L'équivalence d'homotopie est une relation d'équivalence moins fine que l'homéomorphisme (ou l'isomorphisme de complexes).

## Propriétés
- Deux espaces sont homotopiquement équivalents si et seulement s'ils sont tous deux rétracts par déformation d'un même espace.
- Théorème de Whitehead[1] : toute équivalence faible d'homotopie entre deux CW-complexes connexes est une équivalence d'homotopie.

## Exemples
- Un espace contractile est un espace homotopiquement équivalent à un point.
- Une partie d'un espace topologique est appelée un rétract faible par déformation[2] si son inclusion est une équivalence d'homotopie. C'est une condition légèrement plus faible que celle d'être un rétract par déformation[2],[3].
- Un cercle est homotopiquement équivalent au plan privé d'un point et au ruban de Möbius.
- La surface du tore privée d'un point est homotopiquement équivalente à un bouquet de deux cercles.